# Pyxine astridiana
Pyxine astridiana är en lavart som beskrevs av Kalb. Pyxine astridiana ingår i släktet Pyxine och familjen Physciaceae.   Inga underarter finns listade i Catalogue of Life.